# Parrocchia di Kingston
La parrocchia di Kingston (in lingua inglese Kingston Parish) è una delle quattordici Parrocchie civili della Giamaica, è situata nella parte sud-orientale dell'isola e fa parte della Contea di Surrey con 89 057 abitanti (dato 2011).
La parrocchia è costituita dalle città di Kingston (capitale della Giamaica) e Port Royal.